# スンギギ

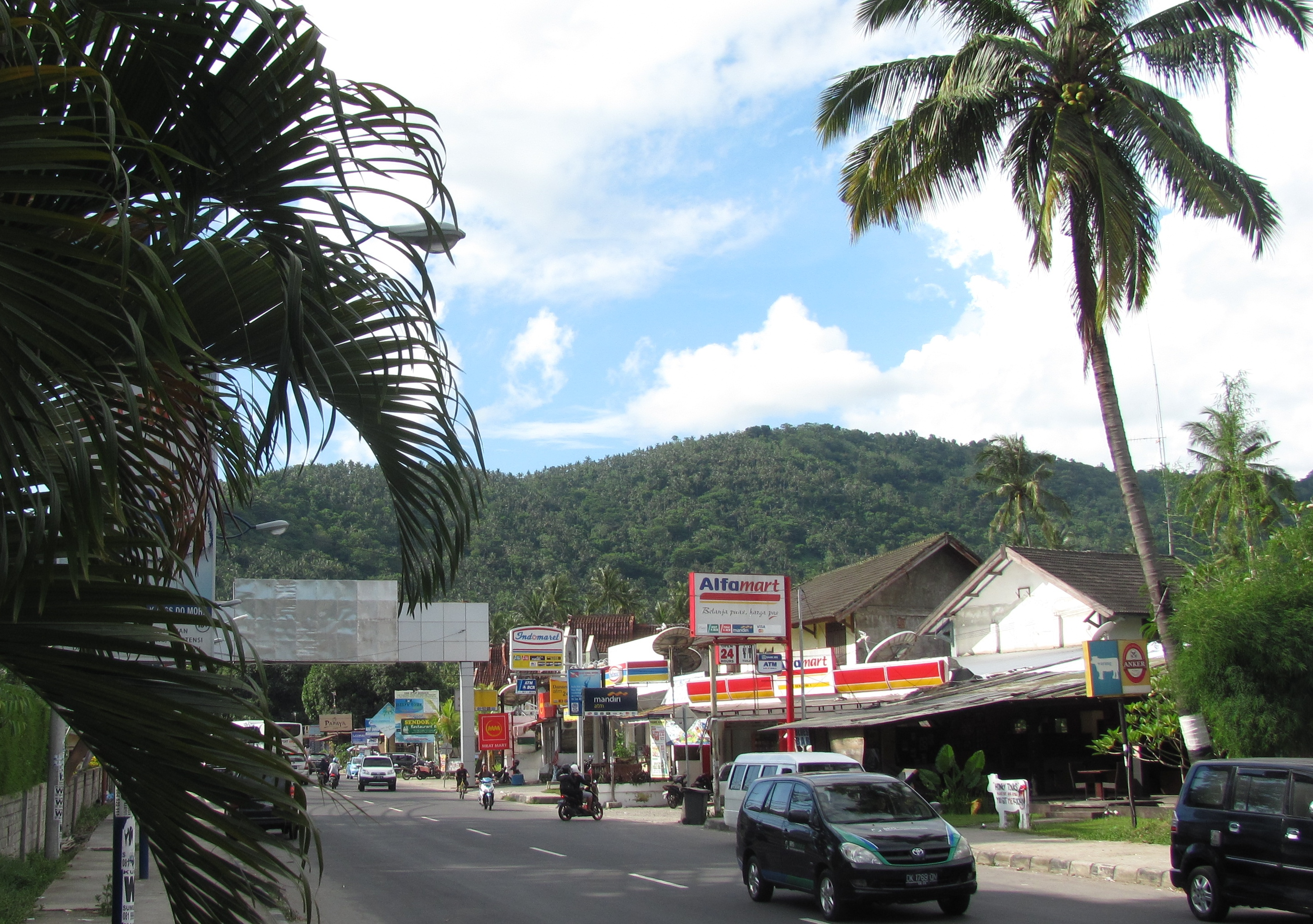
スンギギ

スンギギ(Senggigi)は、インドネシア西ヌサ・トゥンガラ州ロンボク島西ロンボク県バトゥ・ラヤールにある街。

## 概要
西ヌサ・トゥンガラ州の州都マタラムの北側に位置する。西側はロンボク海峡に面しており、東側には山が迫っている。近年、観光開発が進んでおり、多くのホテルが建設されている。

## 観光スポット
- スンギギビーチ - ロンボク海峡に面するビーチ。船着き場がある。
- バトゥ・ボロン寺院 - 岩の上に14の祭壇がある有名なヒンズー寺院。名前は「穴のある岩」を意味する。
- スンギギ街道 - 海沿いの高い場所に展望スポットが設けられている。ここから見る夕日は非常に綺麗である。

## アクセス
マタラム・ロンボク国際空港方面からバスが出ている。